# Мутанда

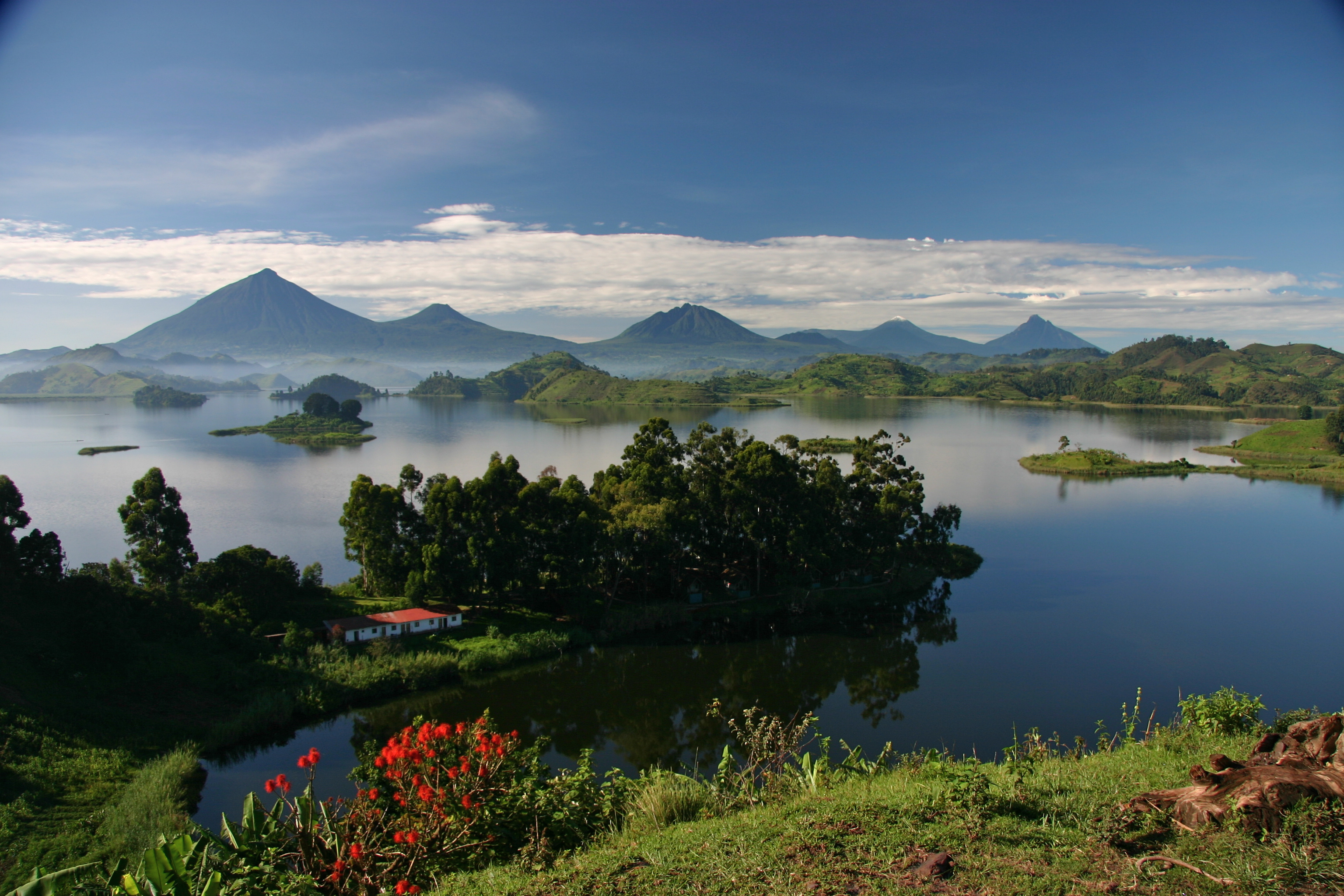
Озеро Мутанда в Уганді

Озеро Мутанда — невелике прісноводне озеро в Уганді.
Озеро розташоване біля міста Кісоро, де розташована штаб-квартира округу, приблизно за 454 км від Кампали, столиці Уганди.

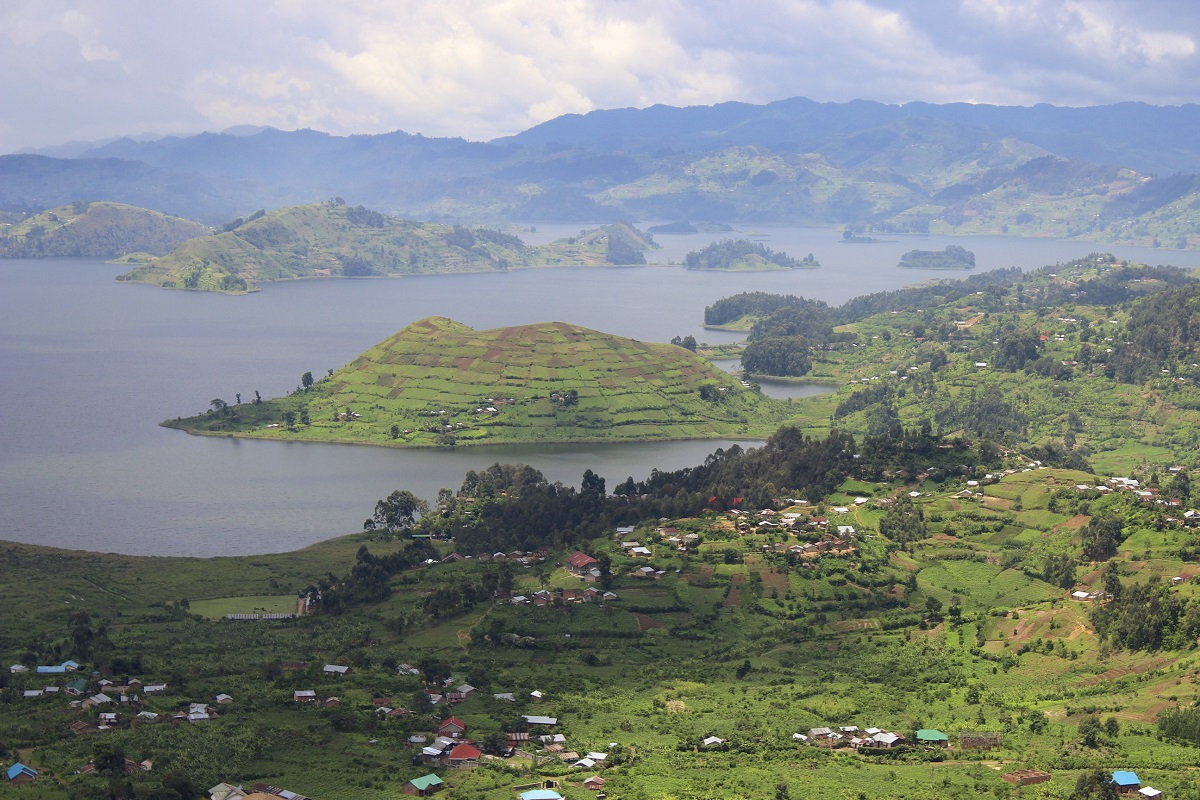
Озеро Мутанда

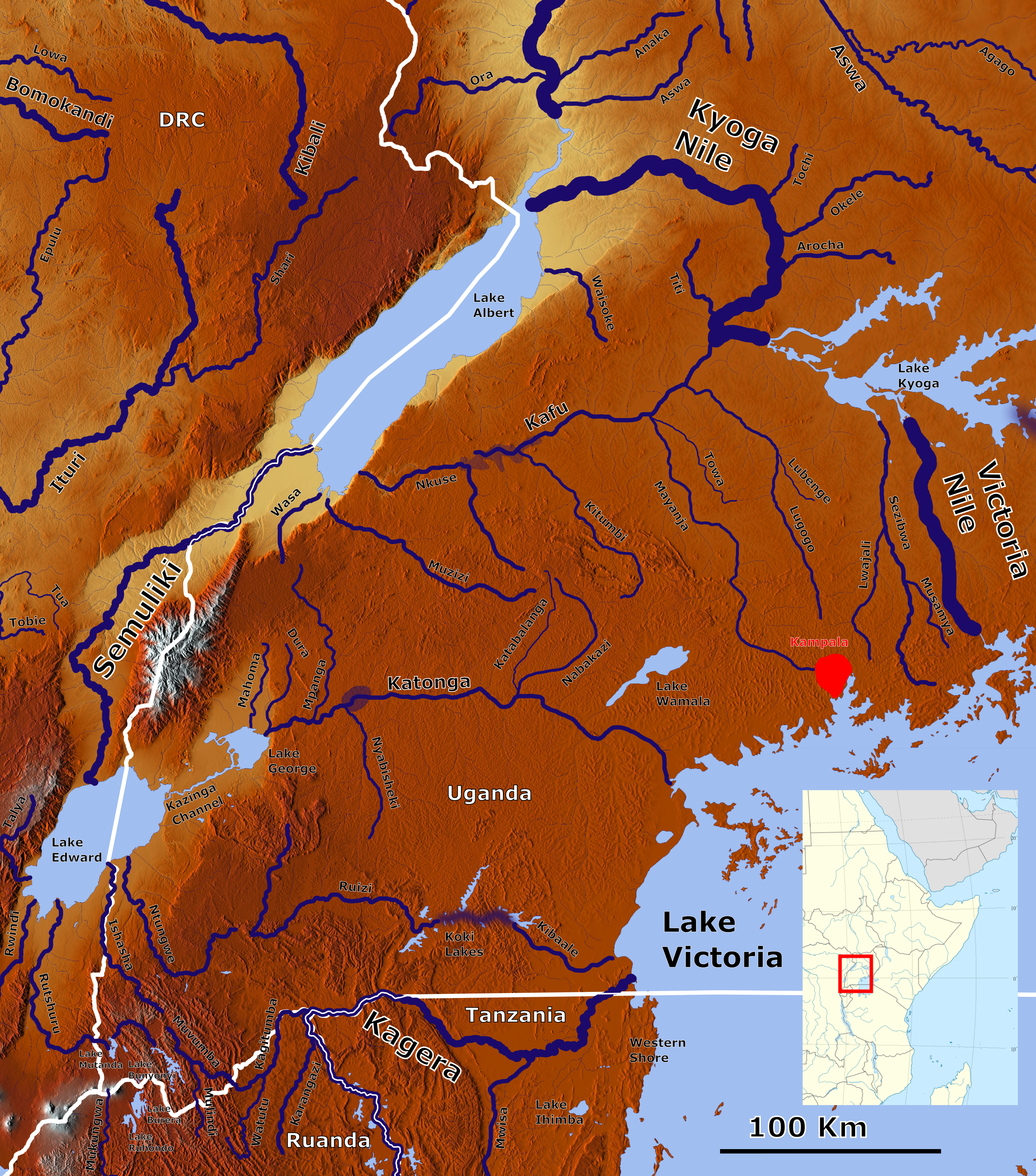
Річки та озера південно-західної Уганди. Озеро Мутанда є другим за величиною з озер у південно-західній частині Уганди.

Озеро розташоване у передгір'ях гірського хребта Вірунга, на висоті 1800 метрів над рівнем моря. Три вулкани в межах діапазону, які частково розташовані в Уганді, а саме: гора Мухабура, гора Сабіньо та гора Гахінга, видніються з озера Мутанда. В озері є кілька островів. Озеро поповнюється річкою Рутшуру, яка тече на північ до озера Едвард.

## Флора і фауна
Навколишнє середовище на островах в озері та навколишній сільській місцевості включає озерні ліси та водно-болотні угіддя.
В Національному парку Mgahinga Gorilla та Національному Парку Бвінді живуть гірські горили та золотисті мавпи. На берегах озера часто можна помітити рибалочок та ібісів, а також національного птаха Уганди, вінценосного журавля. Серед очерету уздовж берега озера гніздяться ткачики.
Серед ссавців, знайдених в озері Мутанда, є африканська безкігтева видра. Гіпопотами також були присутні в цьому районі, але востаннє їх бачили на озері Мутанда в 1994 році.